# Sonia Bohosiewicz
Sonia Anna Bohosiewicz (ur. 9 grudnia 1975 w Cieszynie) – polska aktorka, artystka kabaretowa i piosenkarka.

## Rodzina i edukacja
Urodziła się w rodzinie polskich Ormian. Ma troje rodzeństwa: braci Łukasza (ur. 1973) i Mateusza (ur. 1988) oraz siostrę Maję (ur. 1990). Jest kuzynką aktora Jakuba Bohosiewicza.
Dorastała w Żorach, gdzie uczęszczała do szkoły podstawowej i liceum ogólnokształcącego im. Karola Miarki. W ostatniej klasie liceum uczestniczyła w warsztatach aktorskich u Doroty Pomykały w studium art–play. Ukończyła Państwową Wyższą Szkołę Teatralną im. Ludwika Solskiego w Krakowie.

## Kariera
Medialnie po raz pierwszy pojawiła się w teledysku do piosenki „Historia jednej miłości” (1998) Anity Lipnickiej. Jako aktorka zadebiutowała występem na deskach Teatru Starego w Krakowie, w którym po ukończeniu studiów otrzymała angaż i występowała przez kolejne osiem sezonów. W trakcie studiów została członkinią i menedżerką kabaretowej Grupy Rafała Kmity. W 1998 otrzymała pierwszą nagrodę aktorską za rolę w Samobójcy na XVI Festiwalu Szkół Teatralnych w Łodzi. W latach 2005–2007 była aktorką Teatru Słowackiego w Krakowie. W 2007 przyznano jej nagrodę prezesa TVP na 32. Festiwalu Polskich Filmów Fabularnych w Gdyni.

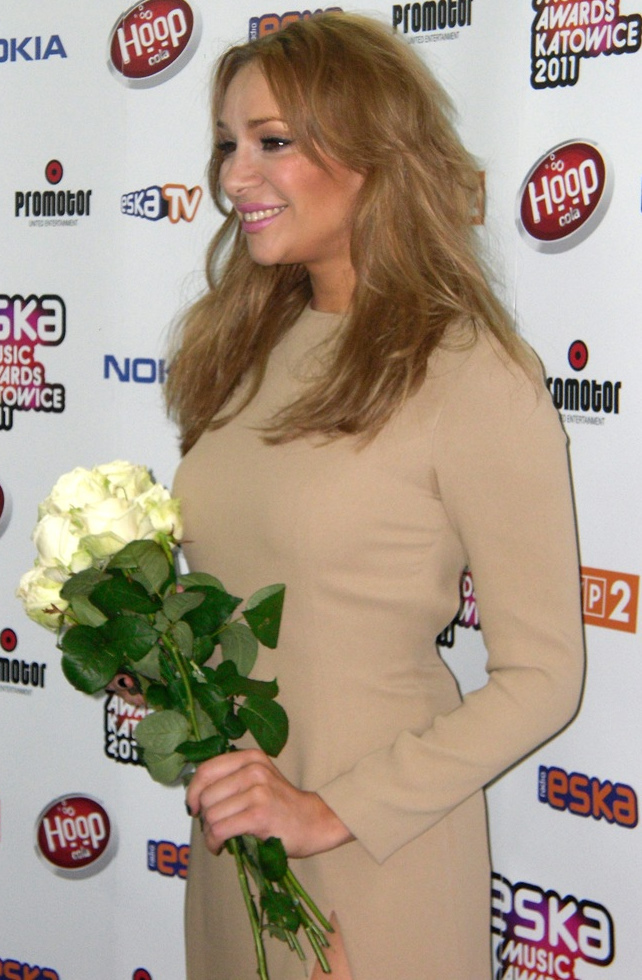
Bohosiewicz na Eska Music Awards 2011

Popularność przyniosła jej wielokrotnie nagradzana rola Hanki B. w filmie Rezerwat (2007), za którą odebrała m.in. nagrodę za drugoplanową rolę kobiecą na 32. Festiwalu Polskich Filmów Fabularnych w Gdyni, nagrodę im. Zbyszka Cybulskiego oraz Orła w kategorii „odkrycie roku”. Następnie zagrała dresiarę Nataszę w filmie Wojna polsko-ruska (2009) i żonę górnika Zbyszka w filmie Laura (2010) oraz wystąpiła w serialach telewizyjnych: 39 i pół (2008–2009), Usta usta (2010–2011) i Aida (2011).
Poza działalnością aktorską zajmowała się dubbingiem i użyczyła głosu m.in. postaciom w filmach Walta Disneya: Piorun (2008), Iniemamocni 2 (2018) i Zakochany kundel (2019), oraz animacji Happy Feet: Tupot małych stóp 2 (2011). W 2011 wystąpiła z utworem „Biez mienia” na Festiwalu Piosenki Rosyjskiej w Zielonej Górze oraz zaśpiewała piosenkę „Rebeka” na koncercie „Panna, Madonna, Legenda tych lat...”, poświęconym Ewie Demarczyk, podczas 48. Krajowego Festiwalu Piosenki Polskiej w Opolu. Również w 2011 wzięła udział w programie muzycznym Tak to leciało!; wygraną, czyli 25 tys. zł, przekazała na rzecz Hospicjum im. Jana Pawła II w Żorach. Zaśpiewała także w utworze „Wiosna, ach to ty” umieszczonym na płycie zespołu Plateau Projekt Grechuta. W 2012 zasiadła w jury drugiej edycji programu TVP2 Bitwa na głosy. Była opiekunką jednej z drużyn, a następnie jurorką w programie TVN Mali giganci.

## Życie prywatne
W latach 2008–2022 była żoną Pawła Majewskiego, syna reżysera Janusza Majewskiego i fotografki Zofii Nasierowskiej. Mają dwóch synów: Teodora (ur. 9 stycznia 2009) i Leonarda (ur. 22 kwietnia 2012).
W 2022 znalazła się w gronie ambasadorów Wrocławskiego Roku Dobrych Relacji, akcji mającej na celu zwrócenie uwagi na problem samotności.

## Filmografia
| Rok                  | Tytuł                                         | Rola                                                       | Uwagi/Nagrody i nominacje |
| -------------------- | --------------------------------------------- | ---------------------------------------------------------- | --- |
| 1994                 | Spis cudzołożnic                              |                                                            | |
| 1996                 | Bal błaznów                                   | Komsomołka                                                 | Teatr Telewizji |
| 1997                 | Zdrada                                        |                                                            | Teatr Telewizji |
| 1998                 | Wielka magia                                  | Marta di Spelta                                            | Teatr Telewizji |
| 1999                 | Miodowe lata                                  | Mariola, asystentka prowadzącego teleturniej               | odc. 20 |
| 2000                 | Twórcy obrazów                                | Tora                                                       | Teatr Telewizji |
| 2001                 | Ostatni blues (Az Utolso Blues)               | Anna, siostra Beaty                                        | |
| 2001                 | Samo niebo                                    | Justyna                                                    | odc. 3 |
| 2003                 | Show                                          | Agnieszka, uczestniczka programu                           | |
| 2004                 | Na dobre i na złe                             | „Żona” Zubera                                              | odc. 201 pt. Porachunki |
| 2005                 | Magda M.                                      | Brygida, była pracownica cukierni                          | odc. 11–12, 15 |
| 2005                 | Zakochany Anioł                               | „Malutka”, przyjaciółka Romy                               | |
| 2005                 | Jestem                                        |                                                            | |
| 2006–2007            | Pogoda na piątek                              | Halinka, była dziewczyna Marcina będąca z nim w ciąży      | |
| 2006                 | Wielkie ucieczki                              | Maryla Zytka                                               | odc. 2 pt. Tempelhof. Brama do wolności |
| 2007                 | I kto tu rządzi?                              | Tereska                                                    | odc. 5 pt. Ten pierwszy raz |
| 2007                 | Niania                                        | tatuażystka                                                | odc. 77 pt. Tatuaż |
| 2007                 | Rezerwat                                      | Hanka B.                                                   | Wygrana – Orzeł – Odkrycie roku Nominacja – Orzeł – Najlepsza główna rola kobieca Wygrana – Złote Lwy – Najlepsza drugoplanowa rola kobieca Wygrana – Nagroda im. Zbyszka Cybulskiego – Nagroda Jury Wygrana – Festiwal Filmów Optymistycznych „Happy End” – Nagroda dla optymistycznej bohaterki filmu fabularnego Wygrana – The New York Polish Film Festival – Nagroda „Ponad Kategoriami” Wygrana – Koszaliński Festiwal Debiutów Filmowych „Młodzi i Film” – Nagroda za debiut aktorski w głównej roli kobiecej Wygrana – Nagroda za drugoplanową rolę kobiecą na Festiwalu Polskich Filmów Fabularnych |
| 2007                 | Pierwsza miłość                               | Lila, opiekunka Tomaszka, syna Kingi Żukowskiej            | |
| 2007                 | Pozory mylą                                   | Paige Petite                                               | Teatr Telewizji |
| 2008–2009            | 39 i pół                                      | Paula, sąsiadka Jankowskich                                | |
| 2008                 | Jak żyć?                                      | dziewczyna Marcina                                         | |
| 2008                 | Jeszcze nie wieczór                           | Małgorzata                                                 | Nominacja – Złota Kaczka – Najlepsza rola kobieca sezonu 2008/2009 |
| 2008                 | Szkoła żon                                    | Małgosia                                                   | Teatr Telewizji |
| 2009                 | I pół                                         | Paula, sąsiadka Jankowskich                                | |
| 2009                 | Miłość na wybiegu                             | Zuza, asystentka Marleny                                   | |
| 2009                 | Przystań                                      | Alicja                                                     | |
| 2009                 | Balladyna (The Bait)                          | Balladyna/Alina                                            | |
| 2009                 | Wojna polsko-ruska                            | Natasza Blokus                                             | Nominacja – Orzeł – Najlepsza drugoplanowa rola kobieca |
| 2009                 | Zero                                          | sekretarka prezesa                                         | |
| 2009                 | Zwerbowana miłość                             | Elwira                                                     | |
| 2009                 | Rosyjskie konfitury                           | Jelena (Lela)                                              | Teatr Telewizji |
| 2010                 | Mała matura 1947                              | mecenasowa Halberowa                                       | Nominacja – Złota Kaczka – Najlepsza aktorka |
| 2010                 | Laura                                         | Marlena Nowak, żona Zbyszka                                | Film z cyklu Prawdziwe historie |
| 2010–2011, 2020–2021 | Usta usta                                     | Iza Nowak                                                  | odc. 1–23, 34–47 |
| 2011                 | 80 milionów                                   | SB–eczka Czerniak                                          | |
| 2011                 | Aida                                          | Aida Misztal                                               | Rola tytułowa |
| 2011                 | Kac Wawa                                      | Marta, narzeczona Andrzeja                                 | Wygrana – Wąż – Najgorszy duet na ekranie (razem z Borysem Szycem) Nominacja – Wąż – Najgorsza aktorka Nominacja – Wąż – Występ poniżej godności Nominacja – Złota Kaczka – Najlepsza aktorka |
| 2011                 | Ojciec Mateusz                                | Ewa Falkiewicz, właścicielka cukierni „Pychotki i Łakotki” | odc. 88 pt. Czekolada |
| 2011                 | Wojna żeńsko-męska                            | Barbara Patrycka                                           | Nominacja – Złota Kaczka – Najlepsza aktorka Nominacja – Wąż – Żenująca scena |
| 2012                 | Być jak Kazimierz Deyna                       | wydawca                                                    | |
| 2012                 | Obława                                        | Hanna Kondolewiczowa                                       | Nominacja – Orzeł – Najlepsza drugoplanowa rola kobieca |
| 2012                 | Prawo Agaty                                   | Marta Żarska                                               | odc. 11 |
| 2012–2013            | Był sobie dzieciak                            | służąca Helcia                                             | |
| 2013                 | Podejrzani zakochani                          | Barbara Faktorowicz                                        | |
| 2013                 | Syberiada polska                              | Irena Puc                                                  | |
| 2013–2014            | Czas honoru                                   | Emilia, żona Woźniaka                                      | |
| 2014                 | Obywatel                                      | Renata Bratek, żona Jana                                   | |
| 2014                 | Bogowie                                       | żona pacjenta pierwszego przeszczepu                       | |
| 2014                 | Polskie gówno                                 | Giga                                                       | |
| 2014                 | Fotograf                                      | Maria Przybylska                                           | |
| 2015                 | Prokurator                                    | żona Dregana                                               | odc. 9 |
| 2015                 | Excentrycy, czyli po słonecznej stronie ulicy | Wanda Apanowicz–Patras, siostra Fabiana                    | |
| 2015                 | Zaręczyny                                     | Alicja                                                     | Teatr Telewizji |
| 2015                 | Zakład Doświadczalny Solidarność              | siostra Grażyny                                            | Teatr Telewizji |
| 2015                 | Panie Dulskie                                 | ubówa                                                      | |
| 2015                 | Hiszpanka                                     | spekulantka w areszcie                                     | |
| 2016                 | Na dobre i na złe                             | Iwona                                                      | odc. 639 pt. Jestem winna |
| 2016                 | Po prostu przyjaźń                            | Alina                                                      | |
| 2017−2019            | Diagnoza                                      | Wanda Jureczko                                             | |
| 2018                 | Narzeczony na niby                            | Basia                                                      | |
| 2018                 | 7 uczuć                                       | woźna                                                      | |
| 2019                 | Proceder                                      | aspirant Wrona                                             | |
| 2019                 | Czarny mercedes                               | pani Stefa, sekretarka Holzera                             | |
| 2019                 | A niech to gęś kopnie                         |                                                            | Teatr Telewizji |
| 2020                 | Zieja                                         | Krystyna Żelechowska                                       | |
| 2020                 | Jak zostać gwiazdą                            | dyrektorka liceum, matka Pati                              | |
| 2021                 | Inni ludzie                                   | Iwona                                                      | |
| 2022                 | Pod wiatr                                     | Dorota, matka Kuby                                         | |
| 2022                 | Rodzina na Maxa                               | Julia, siostra Karoliny                                    | |
| 2023                 | Masz Ci los!                                  | Dorota                                                     | |
| 2023                 | Chłopi                                        | Wójtowa                                                    | |
| 2024                 | The Office PL                                 | urzędniczka, żona Darka                                    | odc. 44 |
| 2024                 | Skarbek                                       | mama Janka                                                 | |
| 2024                 | Fuks 2                                        | Joanna Konieczny                                           | |

## Polski dubbing
| Rok  | Tytuł                                                        | Rola              |
| ---- | ------------------------------------------------------------ | ----------------- |
| 2008 | Piorun (Bolt)                                                | kotka Marlena     |
| 2010 | Mass Effect 2                                                | Jacqueline Nought |
| 2011 | Happy Feet: Tupot małych stóp 2 (Happy Feet Two)             | Gloria            |
| 2013 | Kumba (Khumba)                                               | owca Nora         |
| 2014 | Siedmiu krasnoludków ratuje Śpiącą Królewnę (Der 7bte Swerg) | Voldemorta        |
| 2014 | Gang Wiewióra (The Nut Job)                                  | Sunia             |
| 2016 | Overwatch                                                    | Orisa             |
| 2017 | Gang Wiewióra 2 (The Nut Job 2: Nutty by Nature)             | Perła             |
| 2018 | Iniemamocni 2 (Incredibles 2)                                | Evelyn Deavor     |
| 2019 | Zakochany kundel (Lady and the Tramp)                        | Peg               |